# Fahd Youssef
Fahd Youssef (arab. فهد يوسف; ur. 15 maja 1987 w Al-Kamiszli) – syryjski piłkarz grający na pozycji ofensywnego pomocnika. Od 2018 jest zawodnikiem klubu Al-Sailiya.

## Kariera piłkarska
Swoją karierę piłkarską Youssef rozpoczął w klubie Al-Jihad SC, w którym w 2006 roku zadebiutował w drugiej lidze syryjskiej. W 2011 roku odszedł do jordańskiego klubu That Tas Club. W sezonie 2012/2013 zdobył z nim Puchar Jordanii. W latach 2015–2017 grał w Al-Jazeera Amman, z którym w sezonie 2016/2017 wywalczył wicemistrzostwo Jordanii. Z kolei w sezonie 2017/2018 grał w Al-Wehdat Amman, z którym został mistrzem kraju.
W 2018 roku Youssef przeszedł do katarskiego klubu Al-Sailiya. Zadebiutował w nim 4 sierpnia 2018 w wygranym 2:1 domowym meczu z Umm-Salal SC.

## Kariera reprezentacyjna
W reprezentacji Syrii Youssef zadebiutował 2 października 2015 w przegranym 1:2 towarzyskim meczu z Omanem. W 2019 roku powołano go do kadry na Puchar Azji.